# Butch Moore
Butch Moore (ur. 10 stycznia 1938 w Dublinie jako James Augustine Moore, zm. 3 kwietnia 2001) – irlandzki piosenkarz, członek grupy The Capitol w latach 1960-1966. Później członek rodzinnego zespołu Butch N Maeve. Reprezentant Irlandii podczas Konkursu Piosenki Eurowizji 1965 z utworem „Walking the Streets in the Rain”.

## Początki kariery
W początkowych okresach swojej kariery Moore należał do kilku zespołów m.in.: „Melochords”, „The Blue Clavons”. W 1960 roku wstąpił do „The Capitol”, gdzie był wokalistą do roku 1966.

## Konkurs Piosenki Eurowizji
Butch Moore w 1965 roku został wybrany przez irlandzką telewizję publiczną - Raidió Teilifís Éireann na reprezentanta kraju podczas 10. Konkursu Piosenki Eurowizji. Podczas wielkiego finału jako czwarty w kolejności wykonał piosenkę „Walking the Streets in the Rain”. Utwór zdobył ostatecznie 11 punktów, zajmując 6. miejsce. Wkrótce po finale Moore rozpoczął karierę solową.

## Życie prywatne
W 1970 roku przeprowadził się z Irlandii do Stanów Zjednoczonych. W 1972 roku poślubił irlandzką piosenkarkę Maeve Mulvany. Razem z którą mieli trójkę dzieci: Rory'ego, Tarę i Thomasa.

## Śmierć
Butch Moore zmarł na atak serca 3 kwietnia 2001 roku w swoim domu w Stanach Zjednoczonych.